# Brighton (Michigan)
Brighton è una città satellite di Detroit, dislocata nella sua area metropolitana, nella parte sud-est della Contea di Livingston, nello Stato del Michigan. Secondo il censimento del 2010, Brighton contava 7.444 abitanti.

## Storia
Brighton fu fondata nel 1832. Fu costituita città nel 1928.

## Infrastrutture e trasporti
Lontananza di Brighton in minuti dalle seguenti città:
- Ann Arbor—15 minutes
- Howell—8 minuti
- Detroit—40 minuti
- Flint—35 minuti
- Novi—15 minuti
- Lansing—40 minuti
- Jackson—60 minuti
- Windsor—50 minuti

## Cultura di massa
- Il film Aspen Extreme inizia a Brighton.
- Il quinto episodio di Studio 60 on the Sunset Strip, Una storia da copertina, il personaggio interpretato da Sarah Paulson dice che viene da Brighton.
- Il film horror del 1987, Non aprite quel cancello, con un giovane Stephen Dorff, tenne la première mondiale a Brighton. I produttori volevano tenerla a Hell, Michigan, ma Brighton era la città più vicina con un cinema abbastanza grande per ospitare l'evento. Dorff e le altre star del film parteciparono alla première.

## Galleria d'immagini

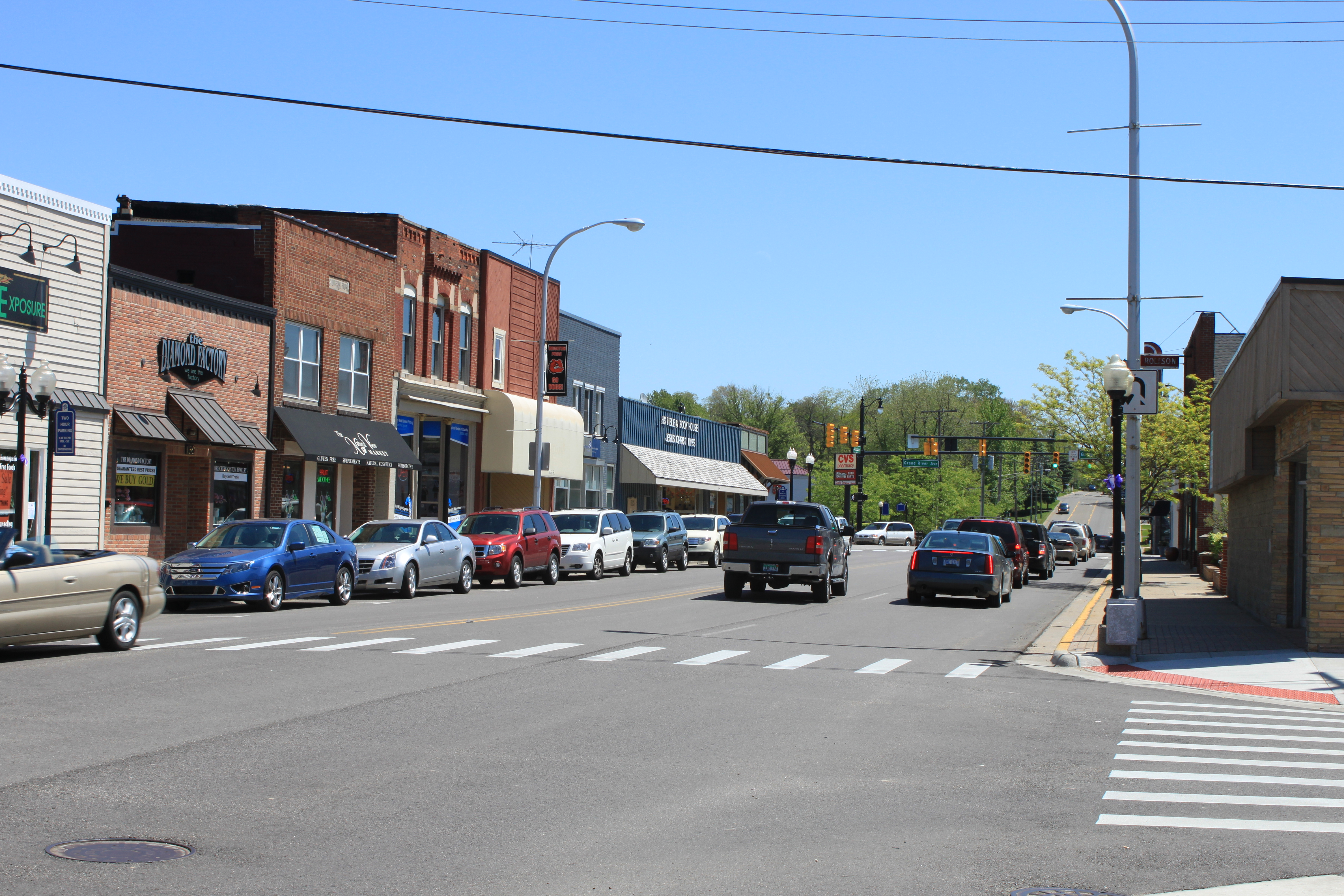
Centro della città di Brighton, Main St.
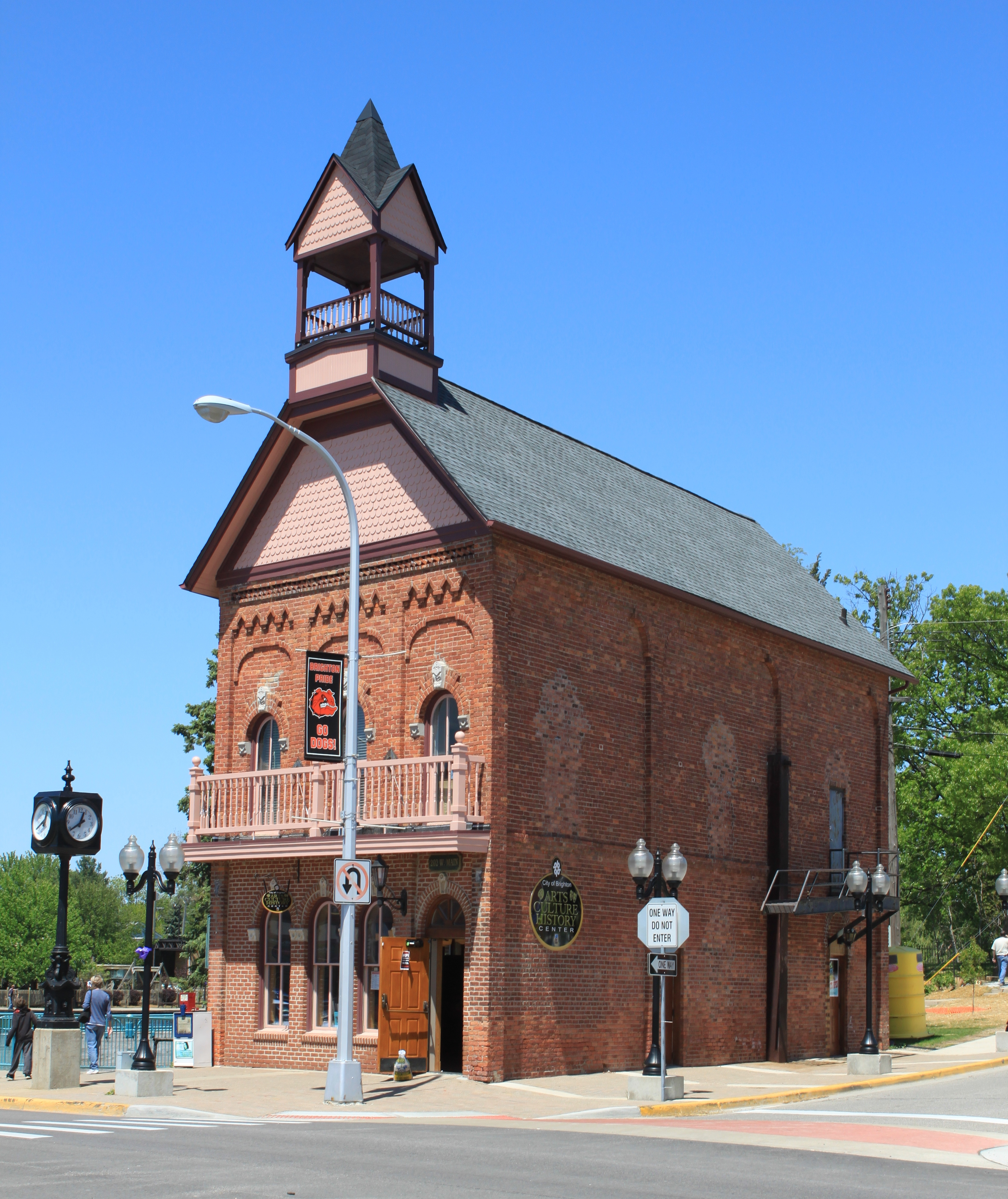
Il vecchio municipio
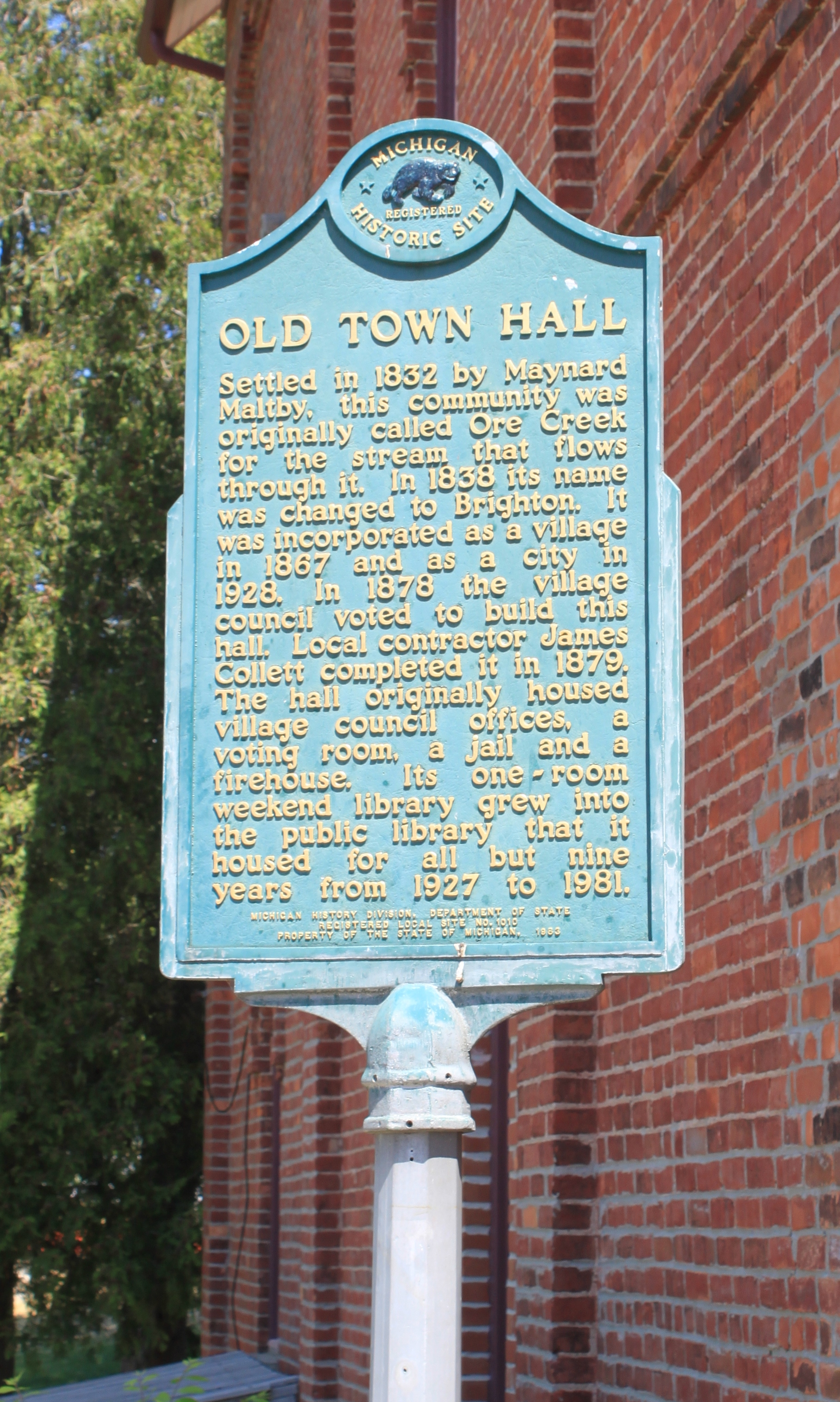
Il cartello storico del vecchio municipio
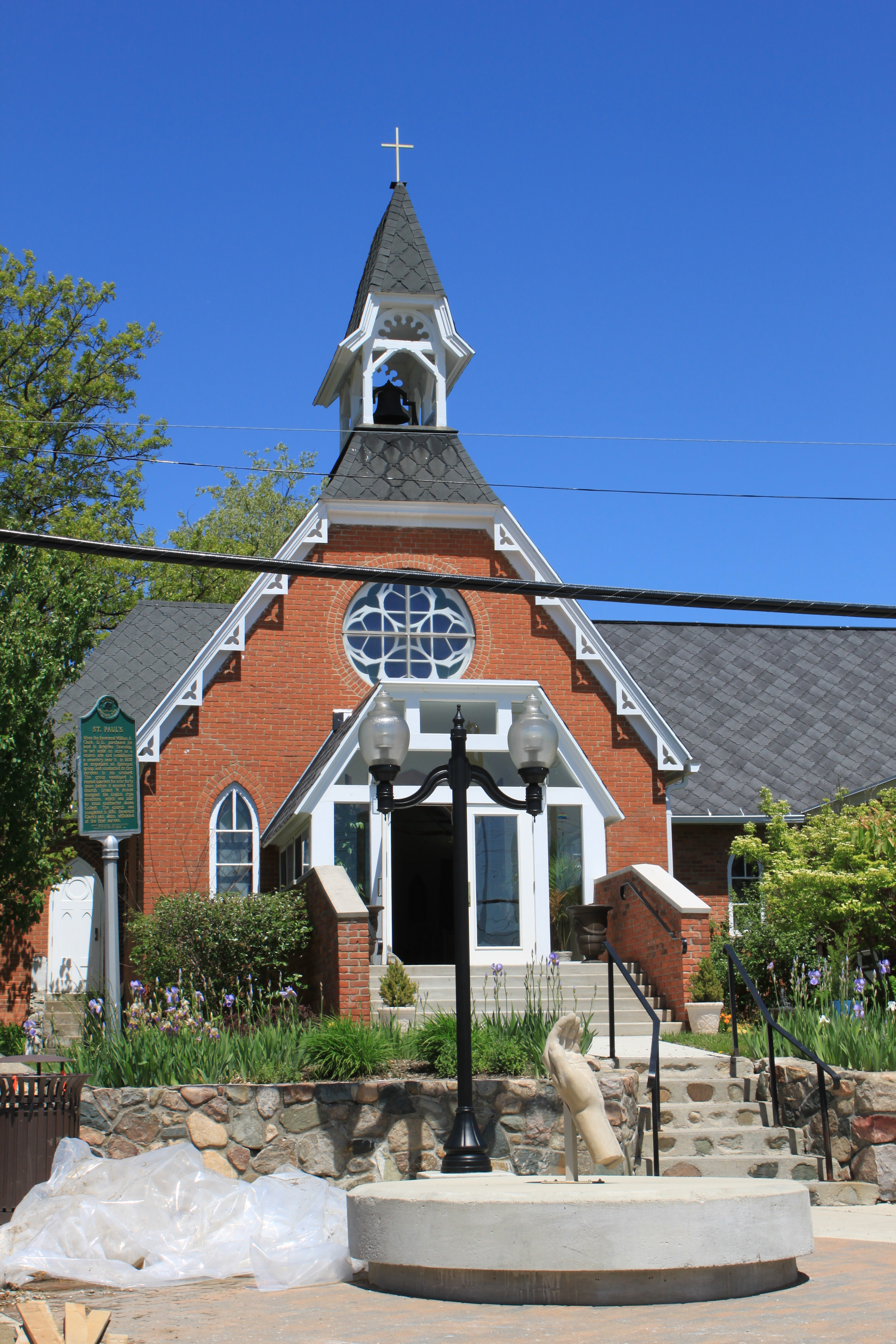
La chiesa episcopale di St.Paul
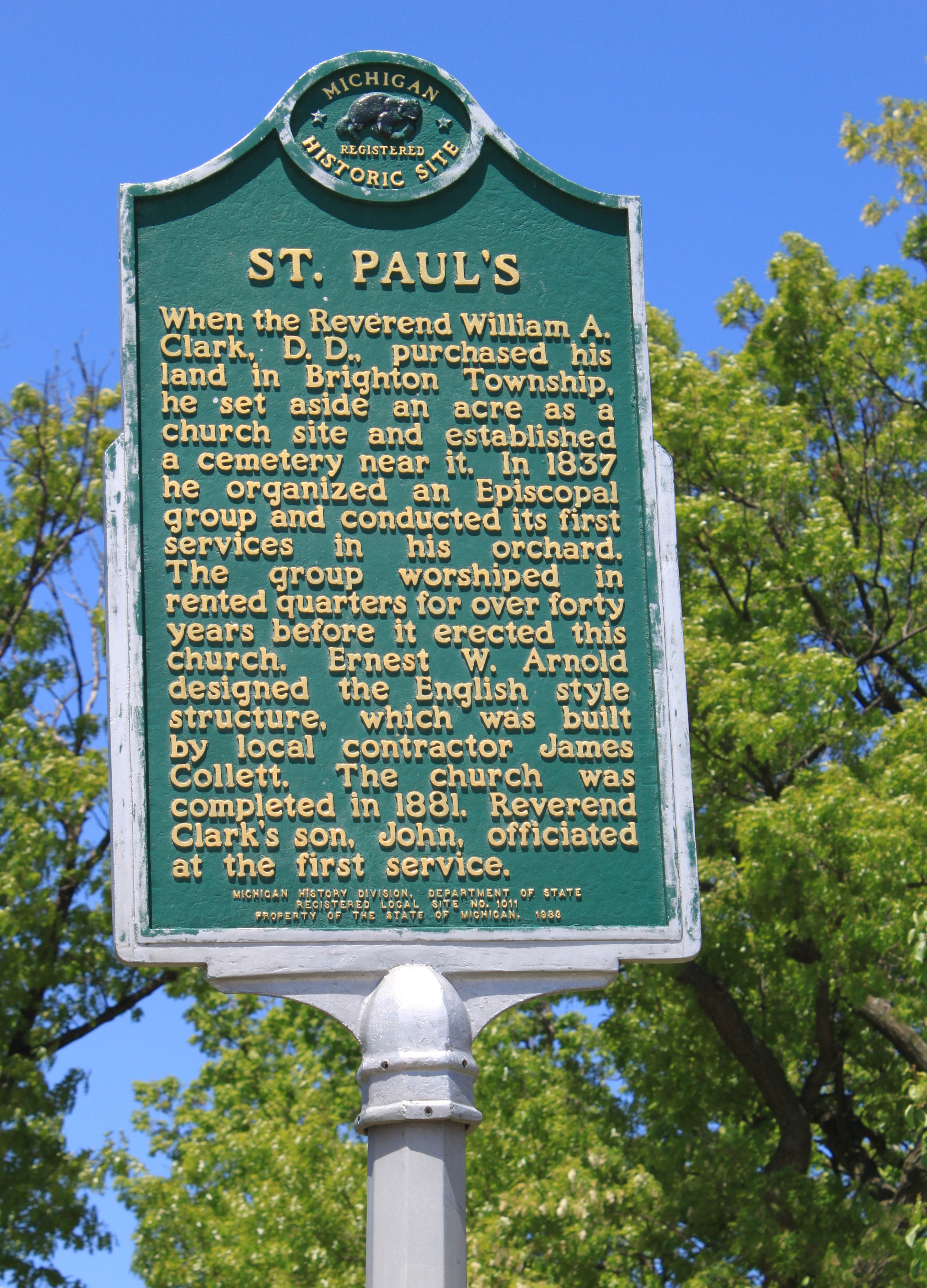
Il cartello storico della chiesa episcopale di St. Paul
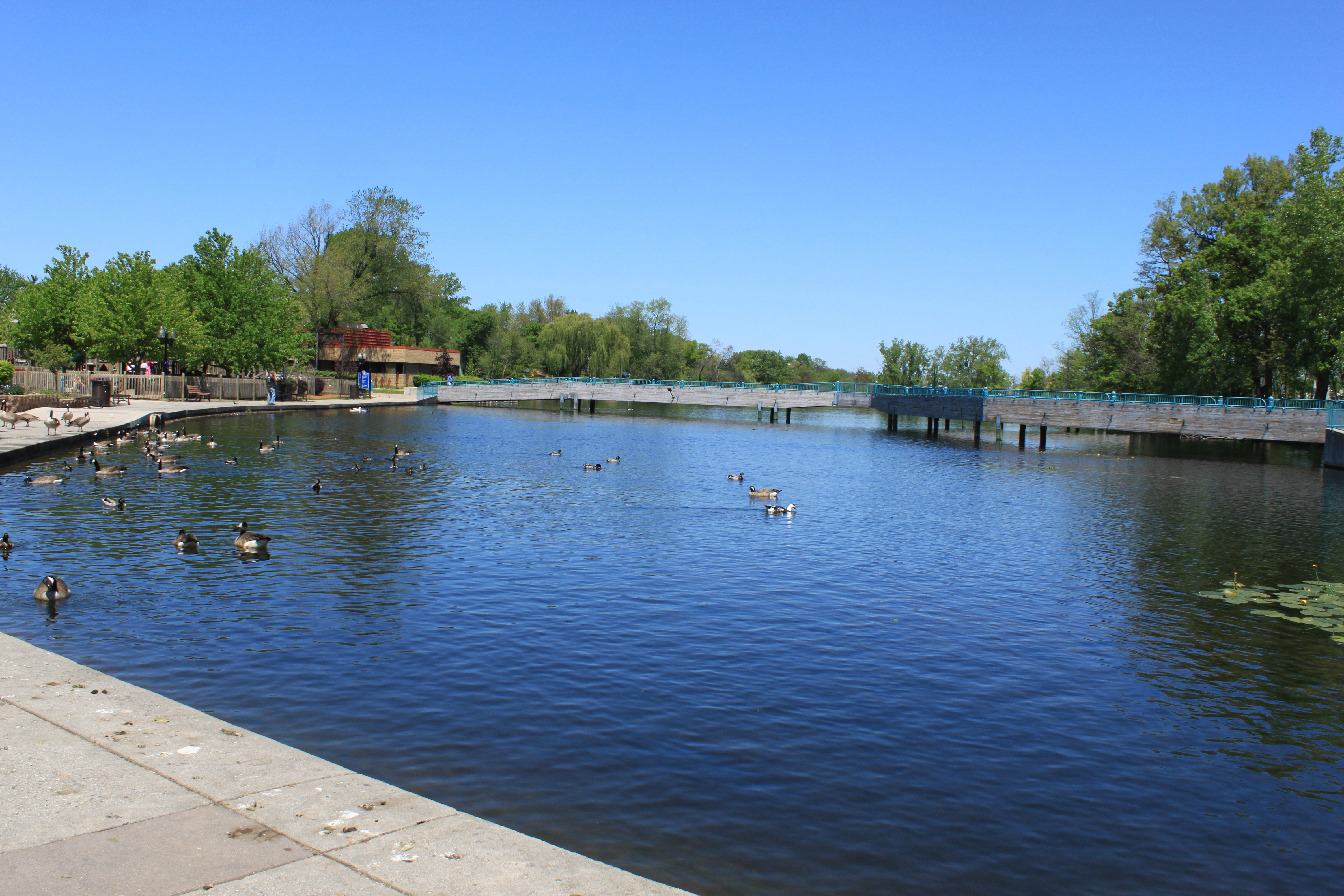
Millpond Park
"Bob", scultura tra la Main St. e la Grand River Ave.
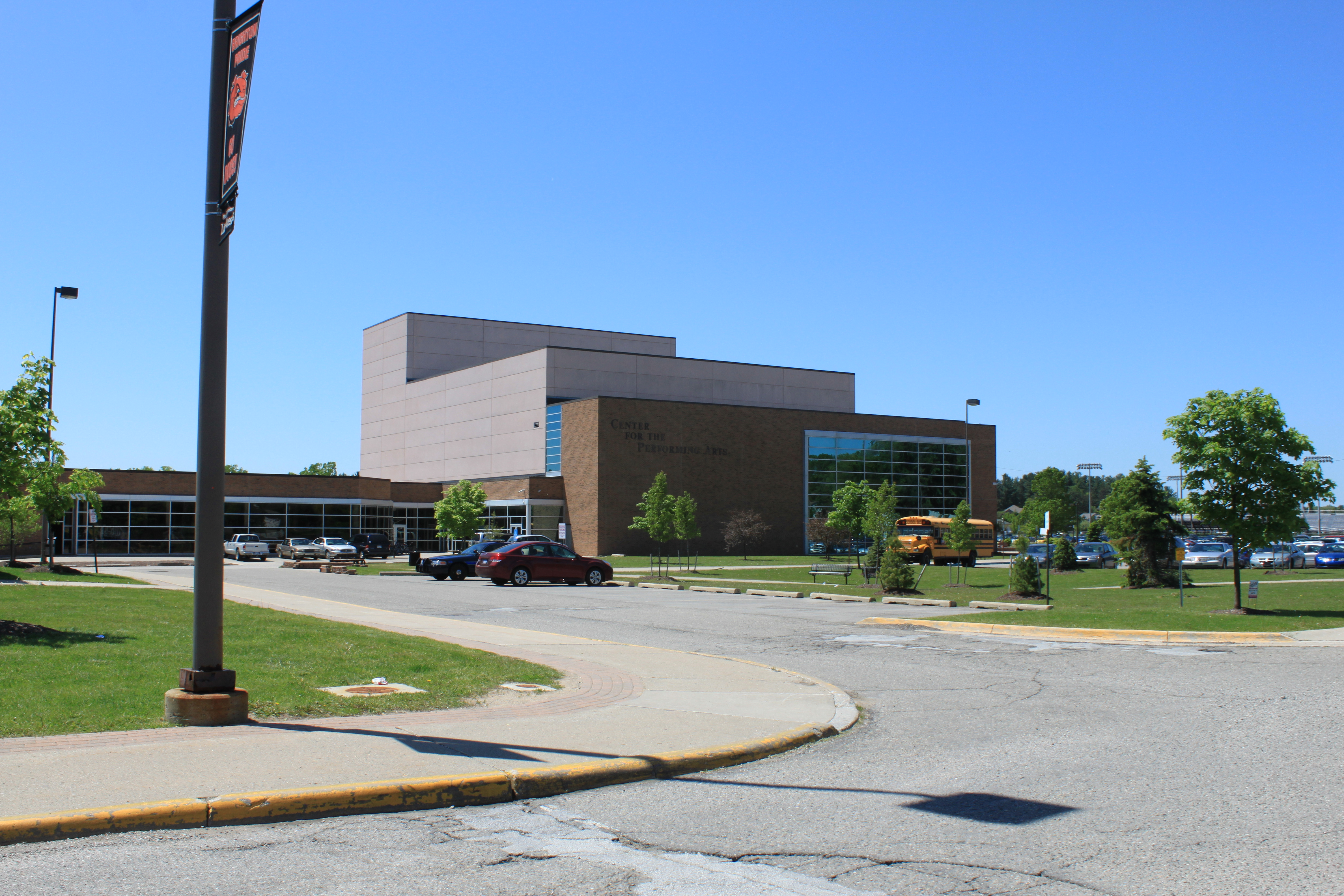
La scuola superiore Brighton High School